# Atheris
Atheris es un gènere de serps verinoses de la familia Viperinae que es troben únicament a l'Àfrica subsahariana.

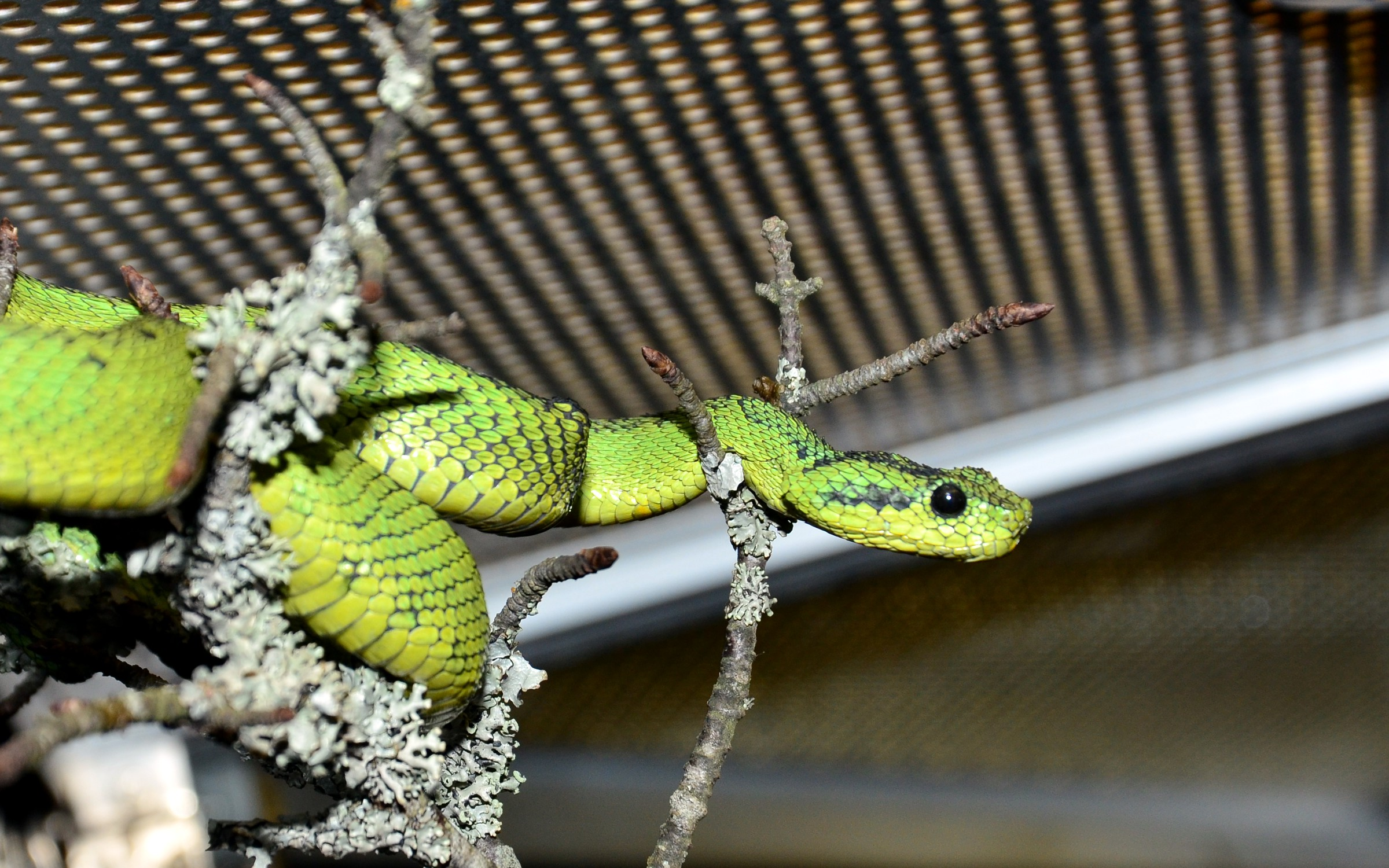
Atheris nitschei

## Descripció

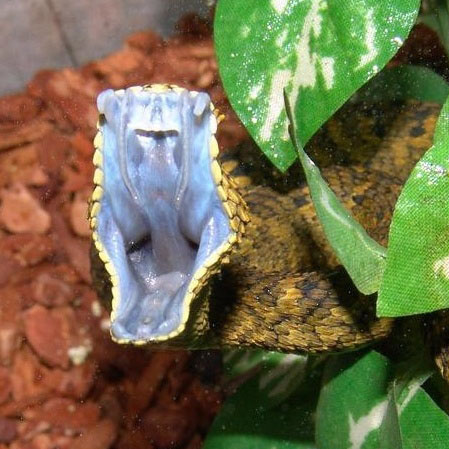
A aquest individu d'atheris li han arrencat les dents.

Els mascles d'aquesta espècie aconsegueixen una longitud total de 73 cm: el cos mesura uns 58 cm, i la cua uns 15 cm. Les femelles creixen fins a una longitud màxima de 58 cm. Els mascles són molt més llargs i prims en comparació amb les femelles.
El cap té un musell curt, més notori en mascles que en femelles. Els ulls són grans i arrodonits, presenta de 9 a 16 escates circumorbitals. Les òrbites (ulls) estan separats per 7-9 escates. La fossa nasal és com una esquerda i es troba separada de l'ull per dos escates.

## Dades curioses
Sembla un drac, poden ser de diferents colors, poden moure les escames i les femelles donen a llum a un màxim de 12 cries alhora. Les quals són d'aproximadament 15 cm de longitud total.

## Vídeos
- https://atheris.earth/category/videos-en/
- https://mobile.francetvinfo.fr/animaux/naissance-d-animaux/video-les-atheris-ces-serpents-aux-allures-de-dragons_3680327.html